# Жалех Аламатадж
Жалех Аламатадж Гаем Магамі (перс. ژاله عالم تاج قائم مقامی; нар. 1883, Газаве — пом. 27 вересня 1947) — іранська поетеса в дусі ісламського фемінізму. Вважається однією з найважливіших іранських поетес свого часу.

## Біографія
Народилася в 1883 році в сім'ї Гоара Малекі та Мірзи Фатхолах. Коли Джалех виповнилося 5 років, вона почала навчатися читання перською й арабською мовами. У 15 років вона переїхала зі своєю родиною в Тегеран. У 1938 році віддана в шлюб з другом її батька Аліморадханом Бахтіярі. Народила сина Хосейна Пежмана Бахтіярі. Сімейне життя з чоловіком, з яким її силоміць одружили, мало сильний негативний вплив на її ментальне здоров'я. Смерть батьків протягом першого року шлюбу і народження сина погіршили її стан, і через три роки шлюбу вона подала на розлучення.Син жив з батьком, поки йому не виповнилося 27 років, після чого все подальше життя жив з матір'ю.
Після розлучення продовжила жити в Фарахані. В неї розвинулася депресія, і її думки та переживання знайшли вихід у віршах. Її особисті приховані почуття знайшли зображення в одному з її віршів про сина. У 23 роки вона стала свідкою Конституційної революції в Ірані. Протягом цього періоду суспільство дотримувався консервативних поглядів щодо жінок. У своїй творчості підіймала теми життя в патріархальному суспільстві, пригноблення й обмеження прав жінок (див. Фемінізм в Ірані).
Померла у віці 63 років 27 вересня 1947 року. Похована в Імамзаде Хасан, на заході Тегерана.

## Роботи
Джалех була першою іранською поетесою, яка писала про свої особисті проблеми. Її вірші не публікувалися протягом багатьох років. Публікацією віршів після її смерті зайнявся син. 
У творчості підіймала в основному автобіографічні теми, висловлюючи протест проти традиційних стереотипів і переконань щодо прав жінок. Ховала свої твори навіть від сина.